# Agorius kerinci
Agorius kerinci är en spindelart som beskrevs av Prószynski 2008. Agorius kerinci ingår i släktet Agorius och familjen hoppspindlar. Inga underarter finns listade i Catalogue of Life.